# Marchtrenk
Marchtrenk osztrák város Felső-Ausztria Welsvidéki járásában. 2021 januárjában 14 334 lakosa volt. 

## Elhelyezkedése

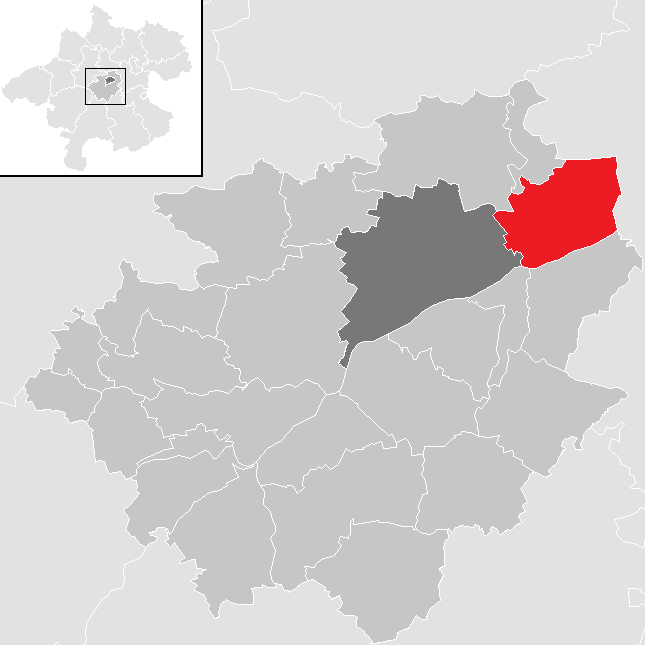
Marchtrenk a Welsvidéki járásban

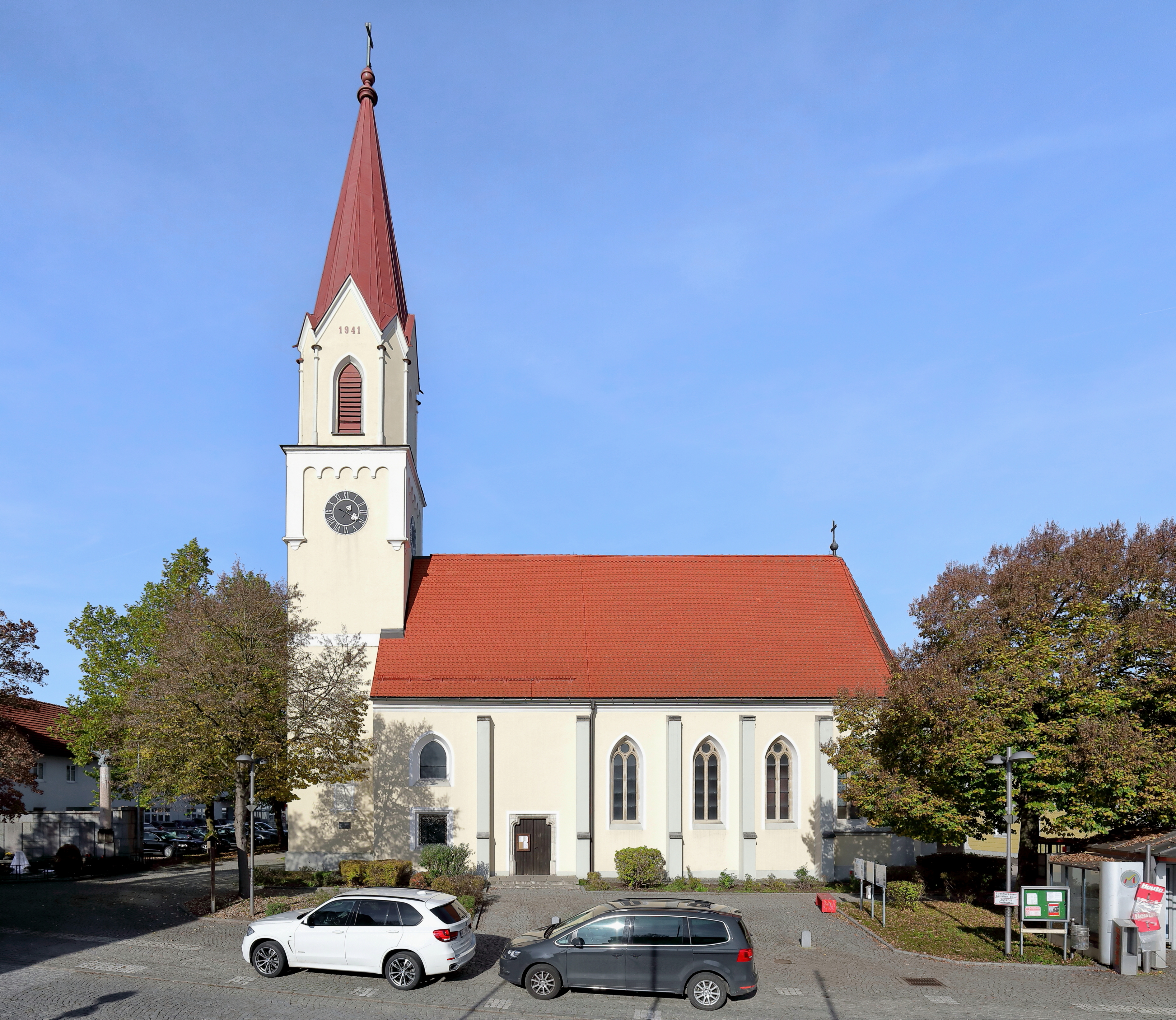
A Szt. István-plébániatemplom

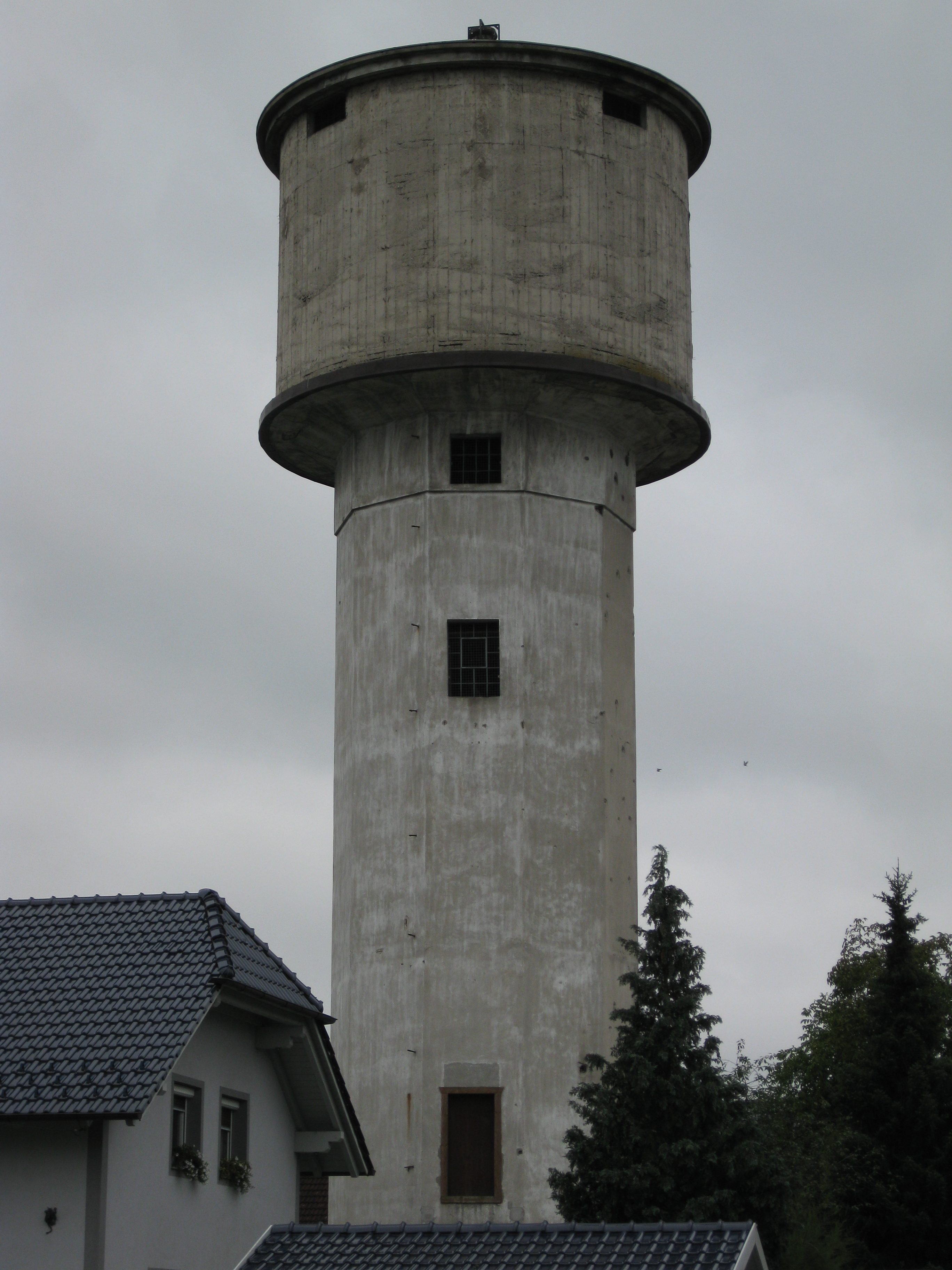
A volt fogolytábor víztornya

Marchtrenk a tartomány Hausruckviertel régiójában fekszik a Traun folyó bal partján. Területének 8,1%-a erdő, 56,1% áll mezőgazdasági művelés alatt. Az önkormányzat 12 települést és településrészt egyesít: Au an der Traun (1946 lakos 2020-ban),  Kappern (429), Leithen (382), Marchtrenk (8700), Mitterperwend (523), Niederperwend (383), Niederprisching (5), Oberneufahrn (177), Schafwiesen (597), Unterhaid (161), Unterhart (738) és Unterneufahrn (29). 
A környező önkormányzatok: délre Weißkirchen an der Traun, délnyugatra Schleißheim, nyugatra Wels, északnyugatra Buchkirchen és Holzhausen, északra Oftering, keletre Hörsching és Pucking.

## Története
Marchtrenket 1205-ben említik először. Az Osztrák Hercegség 1490-es felosztásakor az Ennsentúli Ausztriához került. A felső-ausztriai parasztháborúban a felkelők itt, Leithen mellett vívták utolsó győztes csatájukat 1626. október 10-én. A 17. század végén a steyreggi uradalomhoz csatolták. A faluban 1702-ben készítették az ún. marchtrenki bölcsőt, amelybe a civakodó házastársakat fektették büntetésül (a bölcső ma a linzi vármúzeumban látható). 
A napóleoni háborúk során a franciák többször is megszállták a települést. 
Az első világháborúban hatalmas fogolytábort létesítettek Marchtrenkben, ahol egy ezerfős magyar zászlóalj mintegy 35 ezer hadifoglyot őrzött. Miután a Német Birodalom annektálta Ausztriát, Marchtrenket az Oberdonaui reichsgauba sorolták be; a második világháború után ismét Felső-Ausztria része lett. 
Gyors gyarapodásának köszönhetően a községet 1985-ben mezővárosi, 2000-ben pedig városi rangra emelték. 

## Lakosság
A marchtrenki önkormányzat területén 2020 januárjában 14 070 fő élt. A lakosságszám 1923 óta gyarapodó tendenciát mutat. 2018-ban az ittlakók 84%-a volt osztrák állampolgár; a külföldiek közül 1,8% a régi (2004 előtti), 7,7% az új EU-tagállamokból érkezett. 4,9% a volt Jugoszlávia (Szlovénia és Horvátország nélkül) vagy Törökország, 1,6% egyéb országok polgára volt. 2001-ben a lakosok 67%-a római katolikusnak, 13,2% evangélikusnak, 1,7% ortodoxnak, 5,5% mohamedánnak, 10,8% pedig felekezeten kívülinek vallotta magát. Ugyanekkor 35 magyar élt a városban; a legnagyobb nemzetiségi csoportokat a németeken (87,8%) kívül a horvátok (3,9%), a törökök (3,6%) és a szerbek (1,5%) alkották. 
A népesség változása:

| 2016 | 12 954 |
| 2018 | 13 603 |

## Látnivalók
- a Szt. István-plébániatemplom
- az 1756-ban épült katolikus plébánia
- a világháborús fogolytábor víztornya

## Fordítás
- Ez a szócikk részben vagy egészben  a   Marchtrenk című német Wikipédia-szócikk ezen változatának fordításán alapul.  Az eredeti cikk szerkesztőit annak laptörténete sorolja fel. Ez a jelzés csupán a megfogalmazás eredetét és a szerzői jogokat jelzi, nem szolgál a cikkben szereplő információk forrásmegjelöléseként.